# Gonodes liquida
Gonodes liquida là một loài bướm đêm trong họ Noctuidae.